# Герб Форнуша-де-Алгодреша
Ге́рб Фо́рнуша-де-Алго́дреша — офіційний символ містечка Форнуш-де-Алгодреш, Португалія. Використовується як територіальний герб. У срібному щиті пурпурне виноградне гроно із зеленим листям і гілкою. Довкола нього чотири золоті качани кукурудзи із зеленим листям. Щит увінчує срібна мурована містечкова корона з чотирма вежами.  Під щитом біла стрічка, на якій великими літерами напис португальською: «vila de Fornos de Algodres» (містечко Форнуш-де-Алгодреш).  Офіційно затверджений 11 січня 1937 року.  

## Галерея

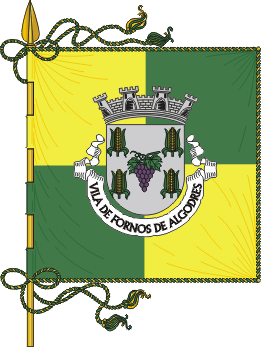
Прапор